# Jacinto Urrestarazu
Jacinto Urrestarazu Munduate (Atáun, 9 de septiembre de 1936-Ibídem, 17 de enero de 2017) fue un ciclista español que fue profesional de 1957 a 1965. Destacan sus triunfos de etapa en la Vuelta a Andalucía y en la Volta a Cataluña.

## Palmarés
| 1956 - Prueba de Legazpi 1958 - 3 etapas de la Vuelta a Andalucía 1960 - Circuito de Guecho 1961 - 2 etapas de la Vuelta a Andalucía | 1963 - 1 etapa de la Vuelta a Andalucía 1964 - 1 etapa de la Volta a Cataluña |

## Resultados en Grandes Vueltas y Campeonatos del Mundo
Durante su carrera deportiva ha conseguido los siguientes puestos en las Grandes Vueltas y en los Campeonatos del Mundo en carretera:
| Carrera         | 1957 | 1958 | 1959 | 1960 | 1961 | 1962 | 1963 | 1964 | 1965 |
| --------------- | ---- | ---- | ---- | ---- | ---- | ---- | ---- | ---- | ---- |
| Giro de Italia  | -    | -    | -    | -    | -    | -    | -    | -    | -    |
| Tour de Francia | -    | -    | -    | -    | -    | -    | -    | -    | -    |
| Vuelta a España | -    | -    | -    | -    | -    | -    | -    | -    | Ab.  |
| Mundial en Ruta | -    | -    | -    | -    | -    | -    | -    | -    | -    |